# Simon Gotch
John Smith (ur. 18 października 1982 w Hoboken w New Jersey) – amerykański wrestler. Jest najbardziej znany z występów w federacji WWE pod pseudonimem ringowym Simon Gotch. Wraz z Aidenem Englishem tworzyli tag-team The Vaudevillains, wspólnie zdobywając NXT Tag Team Championship.

## Kariera profesjonalnego wrestlera

### Federacje niezależne (2002–2013)
Smith występował w wielu federacjach niezależnych, m.in. All Pro Wrestling, Pro Wrestling Guerrilla, Chikara czy Full Impact Pro. Na scenie niezależnej najlepiej znany był jako Ryan Drago, jego gimmick przypominał postać zapaśnika z wczesnych lat XX wieku.

### WWE

#### NXT (2013–2016)
W czerwcu 2013 Smith podpisał kontrakt z federacją WWE i został przydzielony do rosteru rozwojowego. Przyjął pseudonim ringowy Simon Gotch (hołd dla wrestlerów Franka i Karla Gotchów). W czerwcu 2014 utworzył tag-team The Vaudevillains wraz z Aidenem Englishem. Na NXT TakeOver: R Evolution walczyli o pasy mistrzowskie NXT Tag Team Championships z The Lucha Dragons, jednak nie udało im się zdobyć tytułów. 22 sierpnia 2015, na NXT TakeOver: Brooklyn, pokonali Blake'a i Murphy'ego, stając się nowymi mistrzami tag-team NXT. 11 listopada 2015, po 82 dniach panowania, utracili NXT Tag Team Championship na rzecz Dasha i Dawsona.

#### Główny roster (2016–2017)
4 kwietnia na Raw tuż po WrestleManii 32, WWE wypuściło winietę promującą debiut The Vaudevillains w głównym rosterze. Tag-team zadebiutował jeszcze w tym samym tygodniu, na odcinku SmackDown. W pierwszym starciu pokonali The Lucha Dragons. English i Gotch wzięli udział w turnieju o miano pretendenckie do WWE Tag Team Championship. Finał turnieju na gali Payback pomiędzy The Vaudevillains a Enzo Amorem i Colinem Cassadym zakończył się no-contestem po tym, jak Amore doznał wstrząśnienia mózgu. The Vaudevillains otrzymali szansę walki o mistrzostwo tag team z The New Day na gali Extreme Rules, lecz nie udało im się wygrać starcia. Miesiąc później, na Money in the Bank, wzięli udział w Fatal 4-Way Tag Team matchu o WWE Tag Team Championship; i tym razem z walki zwycięsko wyszło The New Day. W lipcu, w wyniku WWE Draftu, The Vaudevillains stali się częścią brandu SmackDown. 16 sierpnia, na odcinku SmackDown, American Alpha, The Hype Bros i The Usos pokonali Breezango, The Ascension i The Vaudevillains. 19 sierpnia ogłoszono, że dwie drużyny zmierzą się ze sobą jeszcze raz, w pre-showie SummerSlam. Z dwunastoosobowego starcia zwycięsko ponownie wyszła drużyna face'ów. The Vaudevillains wzięli udział w turnieju o nowo utworzone WWE SmackDown Tag Team Championship, lecz odpadli już w pierwszej rundzie, przegrywając z The Hype Bros. 16 sierpnia, na odcinku SmackDown, American Alpha, The Hype Bros i The Usos pokonali Breezango, The Ascension i The Vaudevillains. 19 sierpnia ogłoszono, że dwie drużyny zmierzą się ze sobą jeszcze raz, w pre-showie SummerSlam. Z dwunastoosobowego starcia zwycięsko ponownie wyszła drużyna face'ów. The Vaudevillains wzięli udział w turnieju o nowo utworzone WWE SmackDown Tag Team Championship, lecz odpadli już w pierwszej rundzie, przegrywając z The Hype Bros. 8 listopada podczas odcinka SmackDown Live, The Vaudevillains przegrali z Breezango (Tylerem Breezem i Fandango) w kwalifikacjach do tag-teamowej drużyny SmackDown na galę Survivor Series.
31 stycznia 2017 podczas odcinka SmackDown Live, The Vaudevillains oraz inne drużyny odpowiedziały na otwarte wyzwanie American Alpha. Wyniknął z tego tag-team turmoil match o SmackDown Tag Team Championship na gali Elimination Chamber, podczas którego Vaudevillains zostali wyeliminowani przez Heatha Slatera i Rhyno. Na WrestleManii 33, English wziął udział w corocznym André the Giant Memorial Battle Royalu, który wygrał Mojo Rawley. 5 kwietnia, Simon Gotch został zwolniony z WWE, co poskutkowało rozwiązaniem The Vaudevillains.

## Mistrzostwa i osiągnięcia
- Pro Wrestling Illustrated
  - PWI umieściło go na 175. miejscu w top 500 wrestlerów rankingu PWI 500 w 2016[15]
- World League Wrestling
  - WLW Tag Team Championship (1 raz) – z Elvisem Aliagą
- WWE NXT
  - NXT Tag Team Championship (1 raz) – z Aidenem Englishem